# Tankmonument (Wibrin)

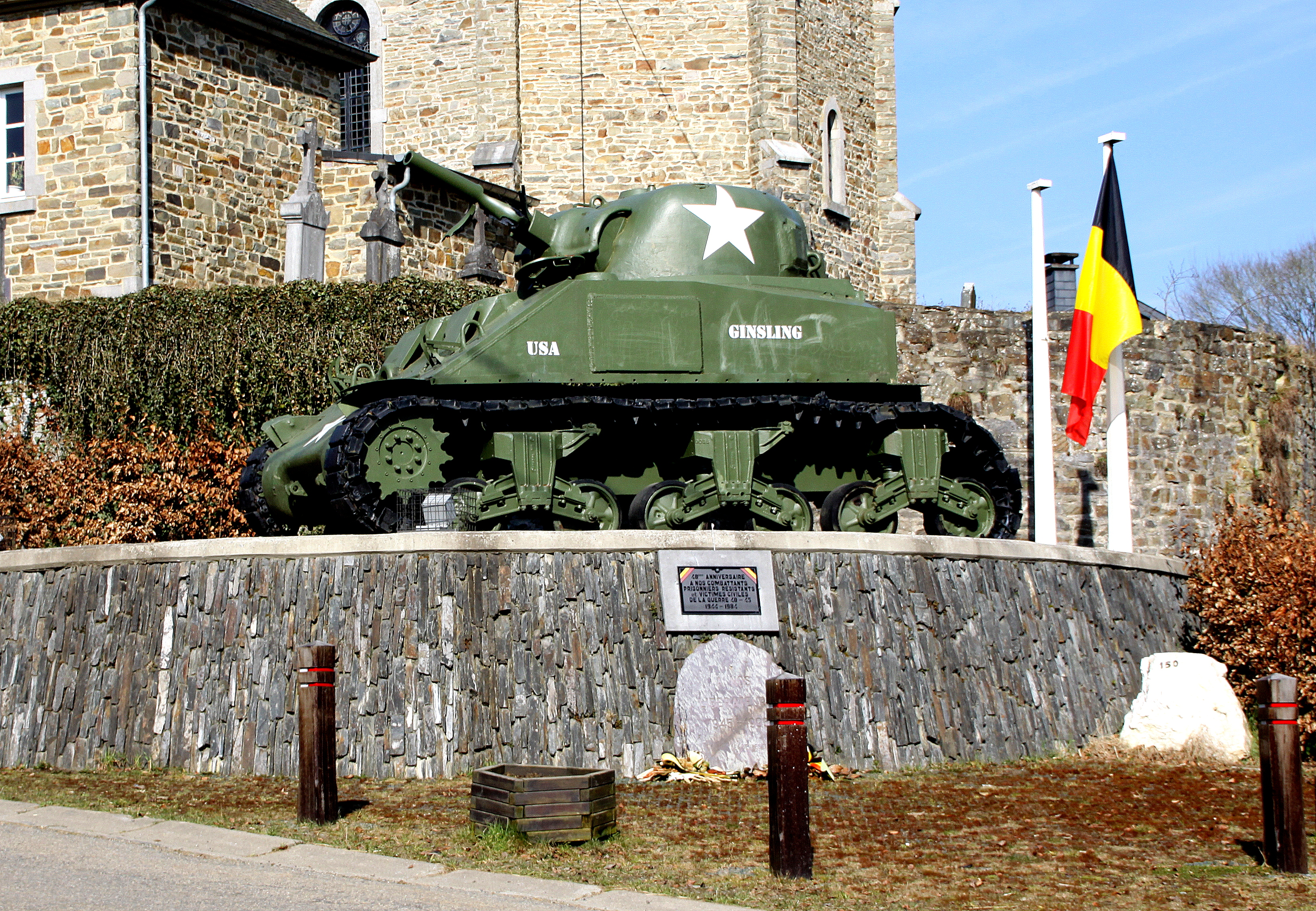
Tankmonument in Wibrin

Het Tankmonument is een oorlogsmonument in het dorp Wibrin in de Belgische gemeente Houffalize. Het tankmonument staat aan de Rue de la Copette naast de kerk van het dorp. De tank is van het type M4A1 Sherman.

## Geschiedenis
Tijdens de Tweede Wereldoorlog werd de tank door de Amerikanen gebruikt tijdens de Slag om de Ardennen.
Na de oorlog waren schroothandelaren begonnen de tank te ontmantelen, maar de plaatselijke pastoor - wellicht met hulp van andere inwoners - kon de rest van de tank behouden. De loop van de tank is geëxplodeerd en de rechterachterzijde is volledig weggeslagen.
In 2009 en 2010 werd het monument opgeknapt.